# Ol Doinyo Lengai
Ol Doinyo Lengai je aktivni vulkan, koji se nalazi na sjeveru Tanzanije i dio je vulkanskog sustava Istočnoafričke riftne doline. 
Nalazi se u istočnom dijelu riftne doline, južno od Kenije i jezera Natron. Jedinstven je među aktivnim vulkanima, što proizvodi natrokarbonatitnu lavu. Nadalje, temperatura njegove lave kada izlazi, iznosi samo oko 510 °C. Nekoliko starijih izumrlih karbonatitnih vulkana nalaze se u blizini, uključujući planinu Homa.
Vulkan ima ogromnu ekološku, geološku i kulturnu vrijednost. Masai selo Engaresero, koje se nalazi na zapadnoj obali jezera Natron, u blizini ovoga vulkana, izabrano je od vlade Tanzanije, kako pozitivan primjer suživota s okolišem i održivosti razvoja.
Na Masai jeziku, Ol Doinyo Lengai znači "Božja planina".